# Tchaourou
Tchaourou är en ort och kommun i departementet Borgou i Benin. Kommunen har en yta på 7 256 km2, och den hade 223 138 invånare år 2013.